# Portal 2
Portal 2 je logická FPS počítačová hra vydaná společností Valve Corporation v dubnu 2011 a distribuovaná elektronicky přes službu Steam nebo v krabicové verzi společností Electronic Arts. Jde o pokračování původní hry Portal, která byla roku 2007 vydána pouze jako doplněk balíčku Orange box. Hlavní postavou hry je opět Chell, původně pouze testovací objekt v Aperture Science. Chell se tentokrát probouzí ve své stázové komoře a snaží se nadobro již opustit ruiny bývalého komplexu Aperture.
Hra nově také nabízí hru více hráčů v kooperativním režimu. Dva hráči mohou hrát za roboty Atlas a P-Body vytvořené GLaDOS za účelem výzkumu bez rizika nevypočitatelných lidských faktorů chování. Každý hráč má vlastní portálovou pistoli a prochází jednotlivé místnosti společně.
Ve hře, kromě GLaDOS (Ellen McLainová), zazní také hlasy Wheatleyho (Stephen Merchant) a zakladatele Aperture Science Cavea Johnsona (J. K. Simmons).
I před svým vydáním budila hra velká očekávání a ihned po uvedení se dočkala v prvních recenzích téměř maximálních ohodnocení.

## Princip

Příklad využití zachování hybnosti ve hře Portal 2 – jakou rychlostí hráč proskočí modrým portálem, takovou rychlostí vyjde z portálu oranžového.

Pointou hry je opět vytváření dvojice portálů, modrého a oranžového, které jsou mezi sebou propojeny. Pro vytvoření portálů slouží jediný nástroj, zvaný ASHPD (Aperture Science Handheld Portal Device nebo jednoduše Portálová pistole), který umí vytvořit oba portály na povrchu vytvořeném z měsíčních kamenů. K dispozici je neomezené množství „munice“ pro vytváření portálů. Hráč se pohybuje po tzv. testovacích komorách nebo ruinách Aperture Science, kde se ale vyskytují i plochy tmavé, na nichž nelze portál vytvořit.
Po vytvoření obou portálů lze procházet z jednoho do druhého, eventuálně jeden umístit na zem a druhý na vyvýšené místo a tak se přemisťovat po prostorech Aperture. Na konci každé komory je výtah do další úrovně, ale součástí testovacích komor jsou i různé nástrahy jako nádrže s životu nebezpečnou tekutinou, posuvné zdi/podlahy, automatické střílny apod. Portály zůstávají na svém místě, dokud hráč znovu nevypálí pro vytvoření portálu dané barvy, dokud neprojde silovým polem nebo dokud jeden z portálů není zahrazen např. pohybující se stěnou.
Správným vytvořením portálů lze využít zachování hybnosti, kdy platí fyzikální zákon: „rychlost vstupu = rychlost výstupu“; v praxi to lze využít pro skok z vyvýšeného místa do jednoho portálu a vysokou rychlosti, která původně byla pádem, vyletět z portálu druhého a doletět tak na potřebné místo. V průběhu hry se nachází i situace, kdy hráč musí skočit do jednoho portálu, vyletět (např. ze zdi) z druhého a ještě před dopadem vytvořit někde jinde portál další, ze kterého se dostane ještě dál.
Nově se ve hře objevují také další prvky. Propulsní gel, oranžový, sloužící ke zrychlení a repulsní, modrý, pro odrážení. Hráč během hry bude muset využít obou pro dosažení jinak nedostupných míst, kombinovat jejich použití nebo využít jejich vlastností ve spojení s portály. Gely přináší tak nové možnosti, kdy např. hráč musí nejen portály dopravit gel na danou plochu, ale ještě musí vytvořit portály tak, aby měl dostatečnou plochu pro rozběh a modrý (odrazový) gel na konci plochy.

## Příběh
Chell se probouzí ve své „ubytovně“, která je stázovým kontejnerem umístěným mezi dalšími tisíci kontejnerny dříve obývanými testovacími subjekty. Osamostatněné jádro pojmenované Wheatley (namluven Stephenem Merchantem) pomůže Chell se dostat ven do ruin Aperture Laboratories; poté, co projde několika rozpadlými a poničenými testovacími místnostmi nalezne portálovou zbraň, u které jsou k vidění kresby přeživšího bývalého vědce přezdívaného Ratman, který začal Chell po událostech z prvního dílu glorifikovat. Cesta dále však vede přes bývalou místnost s GLaDOS, kde dojde k nechtěnému spuštění studeného restartu a počítač znovu ožívá.
GLaDOS vrhne Chell do dalších testovacích místností, během kterých jí psychicky znemožňuje a satiricky si na ní vybíjí svůj hněv. V jedné z posledních testovacích místností je Chell zachráněna Wheatleym, se kterým se vydává sabotovat obranný systém GLaDOS. Ten tvoří systém střílen a neurotoxinu. Po splnění těchto úkolů se oba vrací zpět až k samotné GLaDOS. Chell připojí Wheatleyho do systému a ten převezme nad GLaDOS kontrolu a sám začne využívat její tělo. Ji samotnou zapojí do brambory (narážka na vědecké experimenty prováděné dětmi rodičů pracujících v Aperture Science). GLaDOS jej však uráží, když jej označuje za jádro, které pouze mělo snížit její intelekt a tím jej označuje za procesor čiré blbosti. Wheatley, až doposud spíše komik, se nesmírně rozzlobí a Chell spolu s GLaDOS shodí do několik kilometrů hluboké šachty. Na konci šachty GLaDOS odnese pták a Chell zjišťuje, že se nachází ve starém dole, který zakladatel Aperture Science, Cave Johnson přebudoval v původní testovací středisko.
Testy, které zde nejprve prováděli astronauti a vrcholní sportovci, později dobrovolníci a samotní vědci, byly založeny na hříčkách s různými druhy gelů. Jeden z gelů byl vytvořen z prvků Měsíce, které však byly jedovaté a jejichž účinkům Cave Johnson podlehl. Před smrtí si však splnil svůj sen a přenesl osobnost své lidské asistentky Caroline do počítače, čímž stvořil samotnou GLaDOS, u které se vlivem jeho nahraných zpráv začíná tato osobnost projevovat. Po návratu zpět do nových laboratoří se Chell spolu s GLaDOS, coby bramborou, snaží zastavit Wheatleyho, který soustavně přestavuje a vytváří nové testovací místnosti, ničí celý komplex, který již sám o sobě může každou chvílí explodovat. Plán GLaDOS, zničit Wheatleyho otázkou paradoxu však nevyjde a Chell musí plnit další Wheatleyho hádanky, které ovšem aspoň zpočátku postrádají logiku, než začne čerpat inspiraci u původních místností, které navrhla ještě GLaDOS. Wheatley, původně pomocník se vlivem systému mění v obdobu GLaDOS, nezajímá jej nic jiného než testování a další výzkum. Když už mu Chell přestane být užitečná, rozhodne se jí zabít, ale té se daří utéci a dostat se až do jeho „doupěte“, jak sám Wheatley nazval centrální místnost. Wheatley se na souboj s Chell připravil, aby neudělal znovu podobné chyby jako GLaDOS v prvním díle. Protože se však celý komplex rozpadá, objeví se skulina, kterou je vidět Měsíc. Chell vypálí jeden portál pod Wheatleyho a druhý na Měsíc a vlivem úniku atmosféry se na chvilku dokonce objeví nad povrchem Měsíce, nedaleko místa přistání modulu Eagle z Apolla 11; GLaDOS mezitím převezme kontrolu nad svým tělem a systémy Aperture a vtáhne Chell portály zpět. Wheatleyho však nechá ve vesmíru na pospas jádru posedlého vesmírem.
Chell se na moment setkává s Atlasem a P-body, roboty, kteří ji nahradí pro další výzkum. GLaDOS ji nechává vyjet na povrch mezi rozkvetlá pole a v mezipatře jí zpívají turety. Na konci cesty výtahem za ní ještě vyhazuje kostku společnici.

## Zajímavosti
- První díl Portalu byl založen na studentské hře Narbacular Drop, která využívala jednoduchého systému portálu; druhý díl byl inspirován hrou Tag: The Power of Paint, kde hráč manipuloval s různými druhy barevných gelů o různých vlastnostech.[5]
- Hra se odehrává na pozadí událostí série Half Life. V průběhu hraní lze nalézt odkazy na sérii Half-Life jako např. nahraná zpráva Cavea Johnsona, který hovoří o krádeži jejich experimentů lidmi z Black Mesa (konkurenční vědecký komplex ze hry Half-Life) nebo dok lodi Borealis v podzemním komplexu, která má hrát hlavní roli v chystané třetí epizodě Half-Life 2.
- Druhý díl také odkryl některá tajemství ohledně hlavní hrdinky Chell; ta byla s největší pravděpodobností dcerou jednoho z vědců pracujících v Aperture Science během 60. až 80. let (důkazem je její podepsaný projekt s přerostlou bramborou). V komplexu pobývala a za nevyjasněných okolností se stala testovacím subjektem. Ratmanem pak byla přesunuta na první místo v žebříčku jako nejnadějnější případ pro vyřešení probíhajících událostí; některé části dokonce naznačují, že by mohla být dcerou samotného Cavea Johnsona a Caroline.[6]
- Pružiny, které Chell využívá pro pády z výšky byly původně navrženy pro Combine Assassin, ženskou verzi nepřítele v Half Life 2.[7]
- Před založením Aperture science působil Cave Johnson jako prodejce sprchových závěsů (viz diplom v přijímací místnosti).

## Kritiky
Zahraniční server sdružující výsledky hodnocení her různých tištěných i internetových magazínů uvádí průměrné hodnocení 95,68%. Server Metacritics uvádí výsledek 95 %.
V tuzemsku si Portal 2 získal ještě lepší prvotní kritiky, když se k pomyslnému maximálnímu hodnocení přiblížil ještě více.
Slabé stránky
- Krátká herní doba (cca 8 hodin)[9]
- Příliš mnoho načítání (anglicky „loading“)